# Ombres au paradis
Pour plus de détails, voir Fiche technique et Distribution.
Ombres au paradis (finnois : Varjoja paratiisissa) est un film finlandais réalisé par Aki Kaurismäki, sorti en 1986.

## Synopsis
Nikander est éboueur. Il tombe amoureux d'Ilona, employée de supermarché. Ilona qui va se faire licencier vole la caisse du supermarché et ne sait trop qu'en faire. Afin d'éviter les ennuis, Nikander va la replacer discrètement à sa place. La liaison entre Nikander et Ilona est difficile : ils se séparent. Mais Nikander aime Ilona et il part à sa reconquête.

## Fiche technique
- Titre français : Ombres au paradis
- Titre anglais international : Shadows in Paradise
- Titre original : Varjoja paratiisissa
- Réalisation et scénario : Aki Kaurismäki
- Production : Aki Kaurismäki
- Photographie : Timo Salminen
- Montage : Raija Talvio
- Décors : Pertti Hikamo
- Costumes : Tuula Hilkamo
- Pays d'origine :  Finlande
- Format : couleurs – 1,85:1 – Stéréo – Format 35 mm
- Genre : comédie dramatique
- Durée : 74 minutes
- Dates de sortie : 
  - Finlande : 17 octobre 1986
  - France : 27 avril 1988

## Distribution
- Matti Pellonpää : Nikander
- Kati Outinen : Ilona Rajamäki
- Sakari Kuosmanen : Melartin
- Esko Nikkari : le collègue de travail
- Kylli Köngäs : l'amie d'Ilona
- Pekka Laiho : le gérant du magasin
- Jukka-Pekka Palo : le troisième homme
- Svante Korkiakoski : policier
- Mari Rantasila : la sœur de Nikander
- Safka Pekkonen : le pianiste
- Antti Ortamo : second pianiste
- Mato Valtonen : Pelle
- Sakke Järvenpää : Staffan
- Ulla Kuosmanen : la femme de Melartin

## Distinctions
- Meilleur film aux prix Jussi 1987